# كامبريه

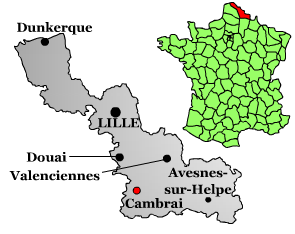
موقع كامبريه

كامبريه أو قمراي (Cambrai) مدينة تقع في قسم نور بشمال فرنسا، وتعد ميناء مطلاً على نهر شيلدي. حدثت فيها معركة كامبريه في الفترة الواقعة بين 20 نوفمبر و3 ديسمبر عام 1917، وهي إحدى حملات الحرب العالمية الأولى، عُرفت بأول استخدام ناجح للدبابات. 

تعد المدينة أسقفية منذ القرن 4، وتعود مطرانية كامبريه للقرن 16، والتي كان لها سلطة كبيرة في العصور الوسطى تحت إمرة الإمبراطورية الرومانية المقدسة حتى سيطرت إسبانيا على المنطقة عام 1595، وفرنسا في عام 1677. تمتد منطقة أبريشية كامبريه لتطابق مقاطعة برابان، ومن ضمن ذلك الجزء الأوسط للبلاد المنخفضة. حطمت الكاتدرائية القديمة بها في عام 1793.
عانت المدينة من الدمار في كلتي الحربين العالميتين، فاحتلها الألمان بين عامي 1914 و1918، وكذلك بين عامي 1940 و1944.
عرفت المدينة قديماً بصناعة النسيج الجيدة، كما أعطت اسمها لأحد أنواع الأقمشة القطنية وهو البتيستا (Cambric) الذي صنع هناك لأول مرة. والمدينة أيضاً منطقة زراعية، وتنتج فيها أيضاً المنتجات الطينية والحديدية والخشبية. عدد سكان المدينة 33716 نسمة (عام 1999).

## المناخ
يظهر الجدول التالي التغييرات المناخية على مدار السنة لكامبريه:
| البيانات المناخية لـكامبريه          | البيانات المناخية لـكامبريه | البيانات المناخية لـكامبريه | البيانات المناخية لـكامبريه | البيانات المناخية لـكامبريه | البيانات المناخية لـكامبريه | البيانات المناخية لـكامبريه | البيانات المناخية لـكامبريه | البيانات المناخية لـكامبريه | البيانات المناخية لـكامبريه | البيانات المناخية لـكامبريه | البيانات المناخية لـكامبريه | البيانات المناخية لـكامبريه | البيانات المناخية لـكامبريه |
| الشهر                                | يناير                       | فبراير                      | مارس                        | أبريل                       | مايو                        | يونيو                       | يوليو                       | أغسطس                       | سبتمبر                      | أكتوبر                      | نوفمبر                      | ديسمبر                      | المعدل السنوي               |
| ------------------------------------ | --------------------------- | --------------------------- | --------------------------- | --------------------------- | --------------------------- | --------------------------- | --------------------------- | --------------------------- | --------------------------- | --------------------------- | --------------------------- | --------------------------- | --------------------------- |
| متوسط درجة الحرارة الكبرى °م (°ف)    | 6 (42)                      | 7 (44)                      | 11 (51)                     | 14 (57)                     | 18 (64)                     | 21 (69)                     | 23 (73)                     | 23 (73)                     | 19 (67)                     | 14 (58)                     | 9 (48)                      | 5 (41)                      | 11 (52)                     |
| المتوسط اليومي °م (°ف)               | 2.5 (36.5)                  | 3.3 (37.9)                  | 5.8 (42.4)                  | 8.6 (47.5)                  | 12.4 (54.3)                 | 15.3 (59.5)                 | 17.3 (63.1)                 | 17.3 (63.1)                 | 14.8 (58.6)                 | 11.1 (52.0)                 | 6.0 (42.8)                  | 3.4 (38.1)                  | 9.8 (49.6)                  |
| متوسط درجة الحرارة الصغرى °م (°ف)    | 0 (32)                      | 0 (32)                      | 2 (36)                      | 4 (40)                      | 8 (46)                      | 11 (51)                     | 13 (55)                     | 13 (55)                     | 11 (51)                     | 7 (44)                      | 3 (38)                      | 1 (33)                      | 6 (43)                      |
| الهطول مم (إنش)                      | 46 (1.8)                    | 41 (1.6)                    | 53 (2.1)                    | 48 (1.9)                    | 46 (1.8)                    | 71 (2.8)                    | 74 (2.9)                    | 66 (2.6)                    | 56 (2.2)                    | 71 (2.8)                    | 61 (2.4)                    | 66 (2.6)                    | 690 (27.3)                  |
| المصدر #1: Weatherbase               |                             |                             |                             |                             |                             |                             |                             |                             |                             |                             |                             |                             |                             |
| المصدر #2: Infoclimat Cambrai-Épinoy |                             |                             |                             |                             |                             |                             |                             |                             |                             |                             |                             |                             |                             |

## توأمة
لكامبريه اتفاقيات توأمة مع كل من:
- ازترغوم
- كامب-لينتفورت
- غريفزند [الإنجليزية]‏

## أعلام
- كوينتين جوريغوي
- جوليان فارليت
- جون بيل
- جويمي دوفاي
- رينيه دومون
- سامويل روبيل
- مارك فييفي
- فرانسوا فنلون
- قاي ويلسون